# Несусвітні шахраї (фільм, 1988)
«Несусвітні шахраї» також відомий українською як «Відчайдушні шахраї» та «Неймовірні шахраї» (англ. Dirty Rotten Scoundrels) — американська кінокомедія 1988 року режисера Френка Оза. Фільм є римейком стрічки «Казка на ніч» 1964 року.

## Сюжет
У містечку Бомон-сюр-Мер (фр. Beaumont-sur-Mer) на Французькій Рив'єрі живе жигало Лоренс Джемісон (Майкл Кейн) що вдає скинутого іноземного князька, який потребує грошей для фінансування таємної війни. Він за допомогою корумпованого поліцейського інспектора та свого слуги безсоромно шахрайством видурює коштовності та тисячі доларів у багатих наївних жінок.
До Бомон-сюр-Мер приїжджає подібний шахрай — Фреді Бенсон (Стів Мартін), але його «діяльність» значно скромніша, вона обмежується тільки сумами від десятків до сотень доларів. Чим закінчиться «співпраця» цих відчайдушних шахраїв?

## Ролі виконують
- Стів Мартін — Фреді Бенсон
- Майкл Кейн — Лоренс Джемісон
- Ґлен Гідлі — Джанет Колгейт
- Єн Макдермід — Артур

## Нагороди
- 1989 Премія Асоціації кінокритиків Чикаго:
  - найперспективніша акторка[de] — Ґлен Гідлі.

## Музика
Саундтрек включає в себе "Puttin' on the Ritz" Ірвінга Берліна, "Pick Yourself Up" Джерома Керна і Дороті Філдс, і "We're in the Money" Гаррі Воррена і Аль Дубіна. Всі вони представлені скрипалем Джеррі Гудманом.

## Виробництво
- Зйомки фільму відбувалися на Французькій Рив'єрі у департаменті Приморські Альпи: муніципалітететах — Антіб, Канни, Больє-сюр-Мер, Сен-Жан-Кап-Ферра, Ніцца та Вільфранш-сюр-Мер.

## Дублювання українською
Фільм дубльовано українською на Студії Довженка у 1988 році. Назву тоді переклали як «Неприторенні шахраї».
За інформацією Євгена Пашина, ролі дублювали:
- Віталій Дорошенко — Стів Мартін
- Ігор Стариков
- Євген Пашин
- Валентина Гришокіна
Та інші...